# 松浦寿輝
松浦 寿輝（まつうら ひさき、1954年3月18日 - ）は、日本の詩人・小説家・フランス文学者・批評家。東京大学名誉教授。毎日出版文化賞、高見順賞、読売文学賞選考委員。日本芸術院会員。
『折口信夫論』（1995年）などの評論、『冬の本』（1987年）などの詩集があり、小説では『花腐し』（2000年）で芥川賞を受賞。中年男を主人公とした幻想小説風の作品が多い。ほかの作品に『半島』（2004年）などがある。

## 人物
東京都出身。幼少期から映画に親しむ。家のすぐ裏側が映画館であったと、初の映画評論集『映画n-1』の後書きに記されている。クリント・イーストウッド、ベルナルド・ベルトルッチのほか、特にアルフレッド・ヒッチコックの監督作品をこよなく愛しており、東大の映画講義でもしばしば言及する。一方、ジャン＝リュック・ゴダールに対しては、近年のあからさまなアジア蔑視に対して疑問を感じている。
1977年から1979年にかけて、沼野充義らと第19次『新思潮』同人となり詩を書く。
B級映画への偏愛を隠さず、講義では『アスファルト・ジャングル』、『ウエスタン』から『ミッション:インポッシブル』、『チャーリーズ・エンジェル』（2000年）、『キューティーハニー』などもとりあげている。
小説家としては、日本の古井由吉、吉田健一、内田百閒、フランスのマルセル・プルースト「失われた時を求めて」とロラン・バルトを敬愛する。また中井久夫、川村二郎を知識人として深く尊敬している。最後まで小説を書かなかったバルトへの思いは「名前」（『そこでゆっくりと死んでいきたい気持をそそる場所』）に詳しい。
社会から脱落した中年男を主人公とした作品が多い。『巴』『半島』といった長編小説も手がけるが、著者自身は短編の方により深い愛着を感じている。『半島』の装丁ではヴィルヘルム・ハメルショイを、『そこでゆっくりと死んでいきたい気持をそそる場所』の装丁ではフィリップ・モーリッツの銅版画（エングレービング版画）をあしらっている。近著『そこでゆっくり死んでいきたい気持をそそる場所』の一篇「あやとり」では自身による猫の兄弟の挿画に挑戦している。
『折口信夫論』は「おそるべき水準の透徹した議論」が展開されているという評価がある一方、荒川洋治から「官僚的な評論」と言われ、折口門下の穂積生萩や鈴木亨や米津千之は、「同性愛ゴシップへの低俗な関心のみ強く折口学に対する理解の浅さを露呈した支離滅裂な内容である」と批判している。
2009年から2010年まで、東京大学大学院総合文化研究科超域文化科学専攻の専攻長を務めた。また、東大駒場を拠点に2006年に設立された表象文化論学会の発足に尽力し、その初代会長となる（2期4年、2006-2010年）。
なお初期においてしばしば共に仕事をした美術研究家の松浦寿夫とは、特に血縁関係はない。
2015年現在、漫画家の西原理恵子から譲り受けた猫（三毛2匹、キジ1匹）を飼っている。

## 学歴
- 1972年 - 開成高等学校卒業
- 東京大学教養学部教養学科フランス分科卒業
- 東京大学大学院人文科学研究科フランス文学専攻博士課程単位取得満期退学
- 1981年 - パリ第三大学より文学博士号取得
- 2002年 - 「表象と倒錯：エティエンヌ=ジュール・マレー」で東京大学より博士（学術）の学位を取得

## 職歴
- 1982年、東大教養学部フランス語教室助手。
- 1986年、電気通信大学人文社会科学系列講師。
- 同助教授。
- 1991年、東大教養学部フランス語教室助教授。
- 1999年、同大学院総合文化研究科超域文化科学専攻（表象文化論コース）・教養学部超域文化科学科教授。
- 2009年-2010年、東京大学大学院総合文化研究科超域文化科学専攻の専攻長。
- 2012年　東京大学退任。
- 2014年　東京大学名誉教授。
- 2015-2016年　東京大学客員教授。

## 受賞・栄典
- 1988年、詩集『冬の本』で第18回高見順賞
- 1995年、研究『エッフェル塔試論』で第5回吉田秀和賞
- 1996年
  - 評論『折口信夫論』で第9回三島由紀夫賞
  - 研究『平面論――1880年代西欧』で第13回渋沢・クローデル賞LVJ特別賞
- 2000年
  - 研究『知の庭園』で第50回芸術選奨文部大臣賞
  - 小説「花腐し」で第123回芥川龍之介賞
- 2005年
  - 小説集『あやめ 鰈 ひかがみ』で第9回木山捷平文学賞
  - 小説『半島』で第56回読売文学賞
- 2009年、詩集『吃水都市』で第17回萩原朔太郎賞
- 2012年、紫綬褒章[6]
- 2014年、詩集『afterwards』で第5回鮎川信夫賞
- 2015年、評論『明治の表象空間』で第56回毎日芸術賞特別賞
- 2017年、小説『名誉と恍惚』で第53回谷崎潤一郎賞、第27回Bunkamuraドゥマゴ文学賞
- 2019年
  - 日本芸術院賞
  - 小説『人外』で第72回野間文芸賞
- 2022年、小説『無月の譜』で第34回将棋ペンクラブ大賞文芸部門大賞

## 主な著作

### 詩
- 詩篇20
- 『ウサギのダンス』七月堂、1982年
- 『松浦寿輝詩集』思潮社、1985年
- 『冬の本』青土社、1987年
- 『女中』七月堂、1991年
- 『松浦寿輝詩集』思潮社 現代詩文庫、1992年
- 『鳥の計画』思潮社、1993年
- 『吃水都市』思潮社、2008年
- 『afterward』思潮社、2013年
- 『秘苑にて』書肆山田、2018年
- 『松浦寿輝全詩集』中央公論新社、2024年

### 評論
- 『口唇論　記号と官能のトポス』青土社、1985年
- 『スローモーション』思潮社、1987年
- 『映画n-1』筑摩書房、1987年
- 『平面論 1880年代西欧』岩波書店、1994年／岩波現代文庫、2018年
- 『エッフェル塔試論』筑摩書房、1995年／ちくま学芸文庫、2000年
- 『折口信夫論』太田出版、1995年／ちくま学芸文庫、2008年
- 『映画1+1』筑摩書房、1995年
- 『青天有月 エセー』思潮社、1996／講談社文芸文庫、2014年
- 『謎・死・閾 フランス文学論集成』筑摩書房、1997年
- 『ゴダール』筑摩書房（リュミエール叢書）、1997年
- 『知の庭園 19世紀パリの空間装置』筑摩書房、1998年
- 『表象と倒錯 エティエンヌ＝ジュール・マレー』筑摩書房、2001年
- 『物質と記憶』思潮社、2001年
- 『官能の哲学』岩波書店、2001年／ちくま学芸文庫、2009年
- 『散歩のあいまにこんなことを考えていた』文藝春秋、2006年
- 『晴れのち曇り ときどき読書』みすず書房、2006年
- 『青の奇蹟』みすず書房、2006年
- 『方法叙説』講談社、2006年
- 『クロニクル』東京大学出版会、2007年
- 『波打ち際に生きる』羽鳥書店、2013年
- 『詩の波 詩の岸辺』五柳書院、2013年
- 『明治の表象空間』[7] 新潮社、2014年／岩波現代文庫（上中下）、2024年
- 『黄昏客思』[8] 文藝春秋、2015年
- 『わたしが行ったさびしい町』新潮社、2021年 - 海外紀行
- 『黄昏の光 吉田健一論』草思社、2024年

### 小説
- 『もののたはむれ』新書館、1996年／文春文庫、2005年
- 『ウサギの本 (絵物語・永遠の一瞬) 』（絵本）新書館、1996年
- 『幽』講談社、1999年／新編『幽 花腐し』講談社文芸文庫、2017年
- 『花腐し』講談社、2000年／講談社文庫、2005年
- 『巴』新書館、2001年
- 『あやめ 鰈 ひかがみ』講談社、2004年／講談社文庫、2008年
- 『半島』文藝春秋、2004年／文春文庫、2007年／講談社文芸文庫、2021年
- 『そこでゆっくりと死んでいきたい気持をそそる場所』新潮社、2004年
- 『川の光』中央公論新社、2007年／中公文庫、2018年
  - 『川の光』は2009年6月20日にNHKの長編アニメーションとしてアニメ化されて放送された[9]。なお、この作品は有料オンデマンドでNHKのサイトから視聴できる[10]。
- 『不可能』講談社、2011年
- 『川の光 外伝』中央公論新社、2012年／中公文庫、2018年
- 『川の光2 タミーを救え!』中央公論新社、2014年／中公文庫（上下）、2018年
- 『BB / PP』講談社、2016年
- 『名誉と恍惚』新潮社、2017年／岩波現代文庫（上下）、2024年
- 『人外』講談社、2019年
- 『月岡草飛の謎』文藝春秋、2020年
- 『無月の譜』毎日新聞出版、2022年
- 『香港陥落』講談社、2023年

### 翻訳
- ミシェル・ジュリ『熱い太陽、深海魚』サンリオSF文庫、1981年
- ロベール・ブレッソン『シネマトグラフ覚書』筑摩書房、1987年
- ヴィム・ヴェンダース『エモーション・ピクチャーズ』河出書房新社、1992年
- アルトー / デリダ『デッサンと肖像』みすず書房、1992年
- デリダ『基底材を猛り狂わせる』みすず書房、1999年

### 共著
- 『記号論』朝吹亮二 思潮社、1985年
- 『吉田健一頌』丹生谷貴志、四方田犬彦、柳瀬尚紀、「風の薔薇叢書」水声社 1990年、増補版2003年
- 『文学のすすめ』編、「21世紀学問のすすめ5」筑摩書房、1996年
- 『ゴダールの肖像』浅田彰 とっても便利出版部、1997年
- 『モデルニテ3×3』小林康夫・松浦寿夫、思潮社、1998年
- 『色と空のあわいで 古井由吉 往復書簡』講談社、2007年
- 『徹底討議：二〇世紀の思想・文学・芸術』沼野充義・田中純、講談社、2024年

## 出演
- ミュージック・イン・ブック（ディスクジョッキー・インタビュアー、NHKラジオ第1放送）
- エアレボリューション（ニコニコ生放送、2023年11月24日）

## 関連人物
- 辻邦生 - 尊敬する作家
- 青山昌文